# Roetpiet

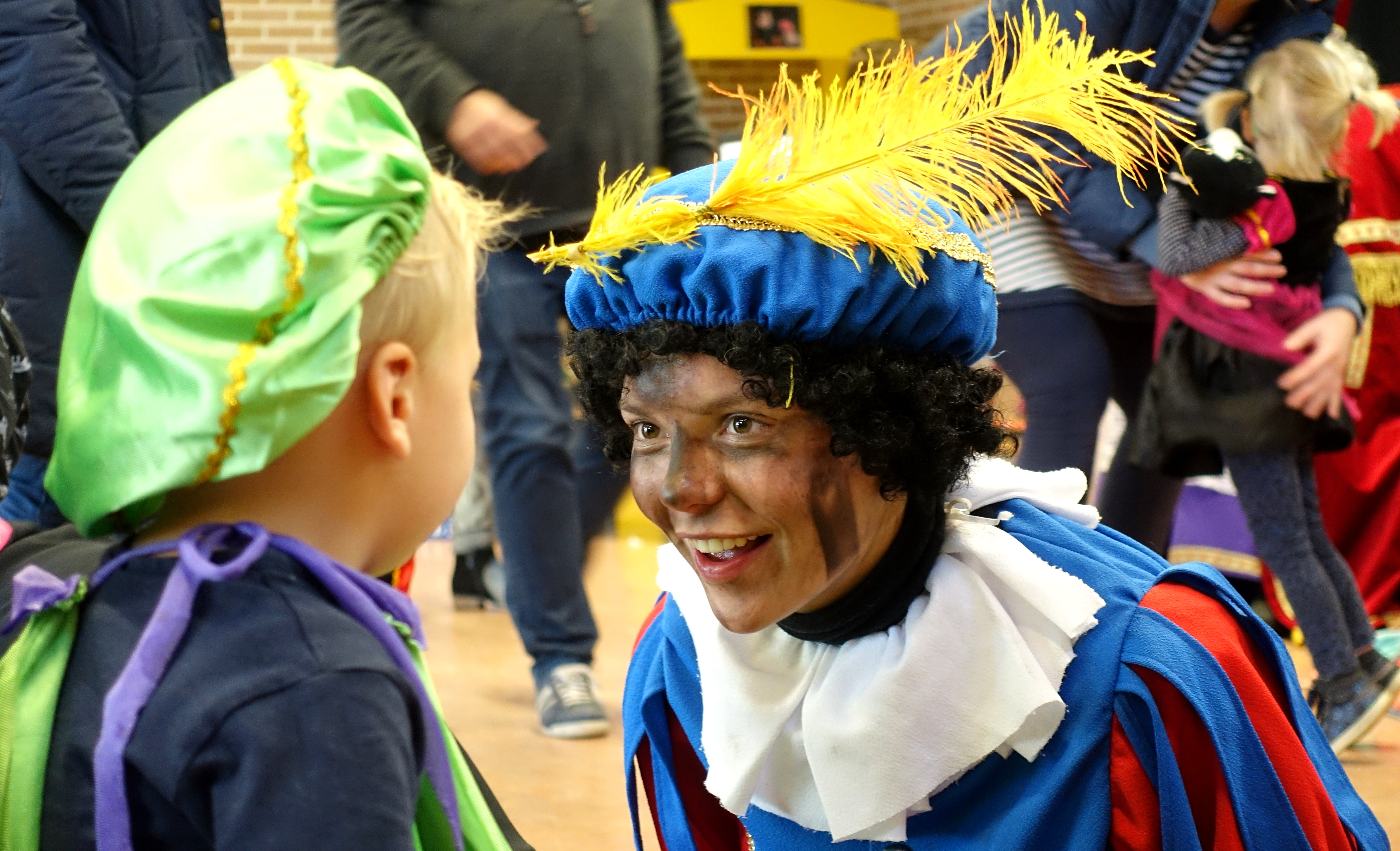
Roetveegpiet in een school in de Achterhoek

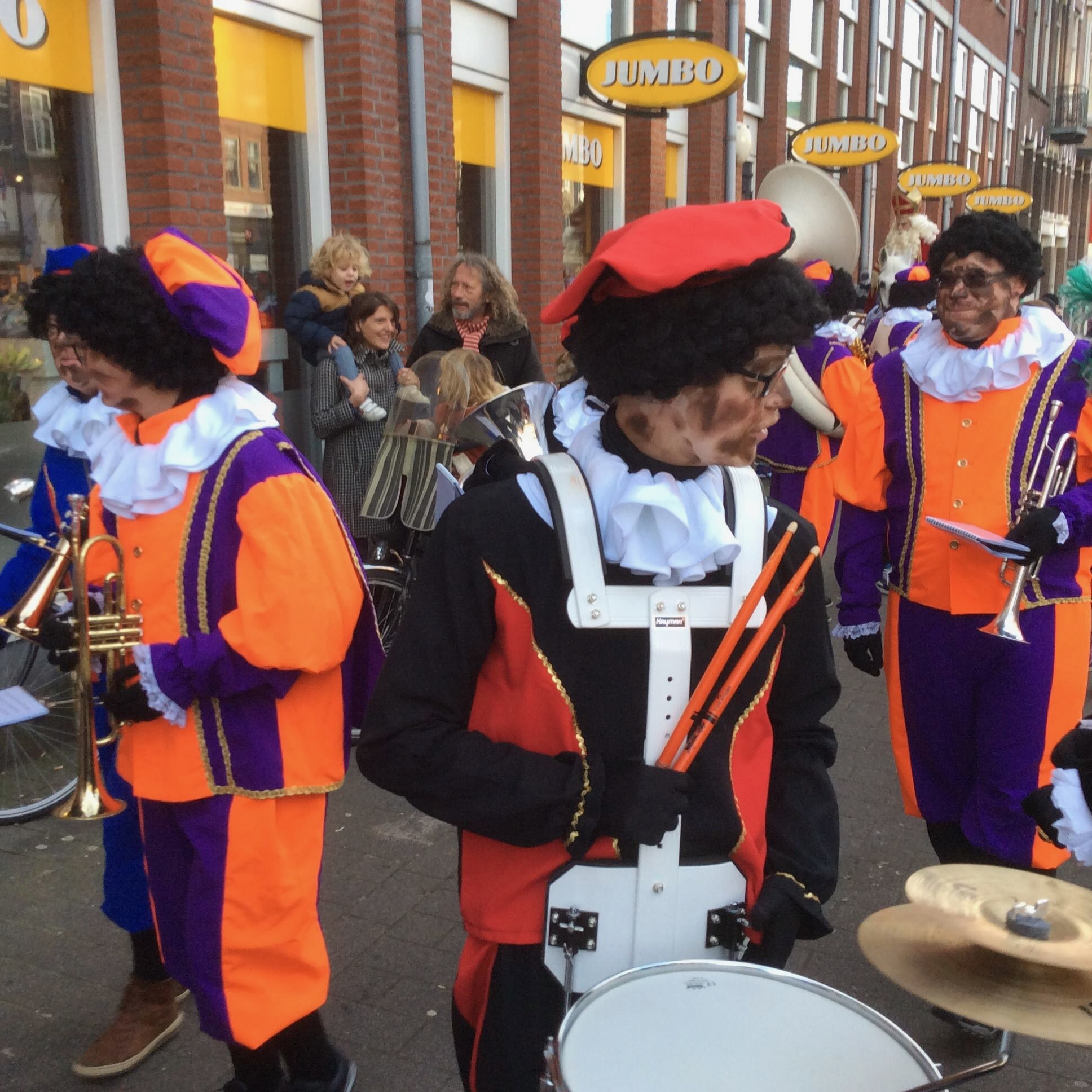
Optocht met roetveegpieten in Rotterdam, Delfshaven in 2016

De roetpiet, roetveegpiet of schoorsteenpiet is een variant van Zwarte Piet die Sinterklaas begeleidt bij het sinterklaasfeest in Nederland en België. Zijn gezicht is voorzien van vegen van roet, afkomstig van het roet in schoorstenen waar de Piet doorheen moet om cadeaus af te leveren.

## Geschiedenis
De roetpiet is ontstaan naar aanleiding van de zwartepietendiscussie waarbij egaal donkergeschminkte pieten onderwerp van debat zijn. In 2014 pleitten directeur Ineke Strouken van het Nederlands Centrum voor Volkscultuur en Immaterieel Erfgoed en Frits Booy van de Stichting Nationaal Sint Nicolaas Comité voor de introductie van een roetpiet met vegen op het gezicht. De Amsterdamse Stichting Sinterklaas begon in 2014 met de schoorsteenpiet, evenals het Sinterklaasjournaal, dat in dat jaar voor het eerst een 'roetpiet' liet zien, in aanvulling op de traditionele Zwarte Piet. In 2015 kondigde winkelketen Hema aan over te stappen op de roetpiet. Ook de televisiezender RTL introduceerde in 2016 de roetveegpiet in uitzendingen van Telekids over Sinterklaas. Daarnaast ging de NTR in 2019 volledig over naar de roetveegpiet in uitzendingen van het Sinterklaasjournaal en de landelijke intocht.
In België trad in 2017 in Gent en Antwerpen de roetveegpiet op, terwijl in andere steden en op het platteland de traditionele Zwarte Piet zichtbaar bleef. In Nederland is anno 2024 bij een plaatselijke intocht van Sinterklaas nog maar in een zeer beperkt aantal plaatsen een traditionele Zwarte Piet te zien.

## Bezwaren
Tegenstanders van roetveegpieten zijn er zowel onder voorstanders als tegenstanders van Zwarte Piet.
Tegenstanders van de roetveegpiet vrezen dat de traditionele rol van Zwarte Piet hiermee verdwijnt, ze zien het als een bedreiging van Nederlands erfgoed. Ook de gekozen vorm van Spaanse edellieden in Amsterdam wekt weerstand op, omdat dit gevoelig ligt vanwege gebeurtenissen tijdens de Tachtigjarige Oorlog.
Dat een persoon die voor roetveegpiet speelt herkenbaar blijft voor kinderen, dan iemand wiens gezicht geheel geschminkt is, wordt als een nadeel gezien.
Sommige critici wijzen er daarnaast op dat de roetveegpiet slechts symbolisch is en het dieper liggende probleem van structureel racisme niet oplost. Het zou volgens hen kunnen leiden tot een pyrrusoverwinning, als men met roetveegpiet het idee zou krijgen dat structureel racisme "opgelost" zou zijn.